# Rübenbahn Dymokury
| O&K-Dampflokomotive Katze (Kocka), um 1900 |                         |                                   |                                   |
| Streckenverlauf der Rübenbahn |                         |                                   |                                   |
| Streckenlänge: | 27,8 km                 |                                   |                                   |
| Spurweite: | 600 mm (Schmalspur)     |                                   |                                   |
| Maximale Neigung: | 24 ‰                    |                                   |                                   |
| Minimaler Radius: | 50 m, stellenweise 30 m |                                   |                                   |
| Streckengeschwindigkeit: | 30 km/h                 |                                   |                                   |
| |                         |                                   |                                   |
| \| \| \| Velenice \| \| \| \| \| Činěves \| \| \| \| \| Zuckerfabrik Dymokury \| \| \| \| \| Bahnstrecke Křinec–Městec Králové \| \| \| \| \| Rangierbahnhof \| \| \| \| \| Hajc (Heizwerk) \| \| \| \| \| Záhornice \| \| \| \| \| \| \| \| \| \| Malá Strana \| \| \| \| \| Chotěšice \| \| \| \| \| Kněžice \| \| \| \| \| Meziháje \| \| \| \| \| Sekeřice[3] \| \| |                         |                                   |                                   |
| Betriebsstelle Streckenanfang (Strecke außer Betrieb) |                         | Velenice                          | Velenice                          |
| Blockstelle (Strecke außer Betrieb) |                         | Činěves                           | Činěves                           |
| Dienststation / Betriebs- oder Güterbahnhof (Strecke außer Betrieb) |                         | Zuckerfabrik Dymokury             | Zuckerfabrik Dymokury             |
| Kreuzung (Strecke geradeaus außer Betrieb) |                         | Bahnstrecke Křinec–Městec Králové | Bahnstrecke Křinec–Městec Králové |
| |                         | Rangierbahnhof                    |                                   |
| Abzweig geradeaus und nach links (Strecke außer Betrieb) · Betriebsstelle Streckenende und quer (Strecke außer Betrieb) |                         | Hajc (Heizwerk)                   | Hajc (Heizwerk)                   |
| Blockstelle (Strecke außer Betrieb) |                         | Záhornice                         | Záhornice                         |
| Abzweig geradeaus und nach links (Strecke außer Betrieb) · Strecke von rechts (außer Betrieb) |                         |                                   |                                   |
| Strecke (außer Betrieb) · Blockstelle (Strecke außer Betrieb) |                         | Malá Strana                       | Malá Strana                       |
| Strecke (außer Betrieb) · Betriebsstelle Streckenende (Strecke außer Betrieb) |                         | Chotěšice                         | Chotěšice                         |
| Blockstelle (Strecke außer Betrieb) |                         | Kněžice                           | Kněžice                           |
| Blockstelle (Strecke außer Betrieb) |                         | Meziháje                          | Meziháje                          |
| Betriebsstelle Streckenende (Strecke außer Betrieb) |                         | Sekeřice                          | Sekeřice                          |

Die Rübenbahn Dymokury war eine von 1902 bis 1959 betriebene Zuckerrüben-Bahn mit einer Spurweite von 600 mm bei Dymokury in der Tschechoslowakei.

## Geschichte
Die Zuckerfabrik Dymokury war 120 Jahre von 1871 bis 1991 in Betrieb. Um 1890 konnte sich die mittelböhmische Zuckerindustrie durch den Bahntransport neue Absatzmöglichkeiten auf dem Weltmarkt erobern. In kurzer Zeit wurden deshalb zur Produktionssteigerung moderne Verarbeitungsanlagen errichtet und in Betrieb genommen. Gleichzeitig entstand die von Orenstein & Koppel, Berlin, gebaute betriebseigene Feldbahn, auf der die Zuckerrüben nach der Ernte zur Zuckerfabrik transportiert wurden.
Graf Czernin von Chudenitz beauftragte 1902 das deutsche Unternehmen Orenstein & Koppel zu seiner Zuckerfabrik Dymokury die schmalspurige Rübenbahn Dymokury zu verlegen. Die auf 600-mm-Spurweite fahrende Bahn wurde 1904 bis Mezihájí verlängert und schließlich noch bis Velenice, Chotěšice und Sekeřice erweitert. 1931 fuhr die Feldbahn auf einer Strecke von 27,8 km. 1959 wurde sie stillgelegt.

## Gleisbau

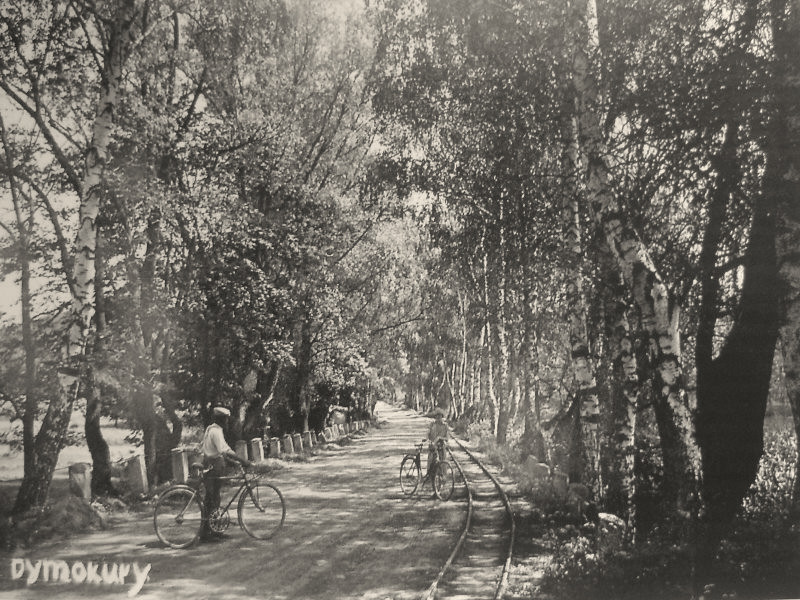
Streckenverlauf auf dem Damm des Stausees Pustý rybník, um 1937

Die Minimalradien betrugen normalerweise 50 m und stellenweise sogar nur 30 m. Die Steigungen hatten meist 4 bis 7 ‰, es gab aber einige kurze Abschnitte mit Steigungen bis 24 ‰. Die ausschließlich verwendeten Hartholzschwellen lagen in einem Schotterbett. Die ursprünglichen Schienen hatten eine Metergewicht von 9,2 kg/m oder 12,5 kg/m. Zuletzt überwog der sogenannte i-Typ (23,6 kg/m).
Die zweigleisigen Abschnitte, die Zugkreuzungen ermöglichten, waren 60 bis 180 m lang. Die Anzahl und Länge der Ladegleise hing vom jeweiligen Verkehrsaufkommen ab. Der größte Durchgangsbahnhof in Hajc hatte vier durchgehende Gleise. Bei der Zuckerfabrik Dymokury gab es eine ungewöhnliche Bahnanlage: Von einer Kehrschleife zweigten mehrere Gleise ab. Auf allen größeren Bahnhöfen und in den Zuckerfabriken gab es Gleiswaagen.
Der erste Streckenabschnitt wurde 1902 von Dymokury nach Kněžice verlegt. Im Jahr 1904 wurde die Bahn von Kněžice nach Meziháje verlängert, 1913 wurde eine Zweigstrecke von Meziháje nach Písnik gebaut. Einen weiteren Ausbau gab es 1921 mit einer neuen Zweigstrecke von Dymokury nach Činěves, die zwei Jahre später bis zur Endverladestelle in Velenice verlängert wurde. Im Jahr 1924 wurde eine weitere Zweigstrecke in Betrieb genommen, diesmal von der Verladestelle in Záhornice nach Chotěšice. Der letzte Abschnitt, der 1925 gebaut wurde, war die Nebenbahn von Meziháje nach Sekeřice, woraufhin die Gesamtlänge der Strecke 27,8 km betrug.

## Sicherheitstechnik
Die Bahnanlagen, Fahrzeuge und Verwaltungseinrichtungen entsprachen den altösterreichischen Normen für die Industriebahnen bzw. den von den Eisenbahnabteilungen des Landesausschusses des Königreichs Böhmen herausgegebenen Betriebsvorschriften bzw. nach 1918 den tschechoslowakischen Normen. Die Höchstgeschwindigkeit betrug 30 km/h, an Bahnübergängen musste die Geschwindigkeit auf 5 bis 10 km/h verringert werden.
Entlang der Strecke gab es Kilometer- und Hektometer-Steine, Grenzzeichen, Steigungsanzeiger, Gleiswaagensignale und Zeichen zum Pfeifen vor Bahnübergängen zur Warnung vor dem herannahenden Zug. Weichenschlösser gab es nur an besonders wichtigen Stellen, und Gleissperrbalken nur auf beiden Seiten der Niveaukreuzung mit der normalspurigen Bahnstrecke Křinec–Městec Králové.

## Schienenfahrzeuge
| Hersteller | Werks-Nr. | Baujahr   | Druckprobe             | Anmerkungen |
| ---------- | --------- | --------- | ---------------------- | --- |
| O&K        | 982       | 1902      | 12.08.1902             | C n2t, 30 PS, bis 1923 in Dymokury, 1924 in die Slowakei verkauft |
| O&K        | 3598      | 1909      |                        | Bis Ende der 1930er Jahre in Dymokury |
| O&K        | 8038      | 1914      | 05.09.1921 in Dymokury | |
| ČKD ČMK    | 785 946   | 1918 1923 | 21.04.1923             | Typ HRB R IIIc (Reg.-Nr. R lIIc 289), 1921 von der Prager Firma Ferrovia an ČKD zurückgegeben, dort generalüberholt und mit einem neuen, größeren Kessel Nr. 2434 aus dem Jahr 1921 versehen und eingelagert. Anfang 1923 wurde die Lokomotive mit der neuen Werksnummer 946 und dem Baujahr 1923 an Dymokury ausgeliefert. |
| ČKD        | 2010      | 1940      |                        | Typ C 600/50 (optisch ähnlich wie HRB R IIIc) |
| ČKD        | 2599      | 1951      |                        | Typ 600-800 BS 80 |

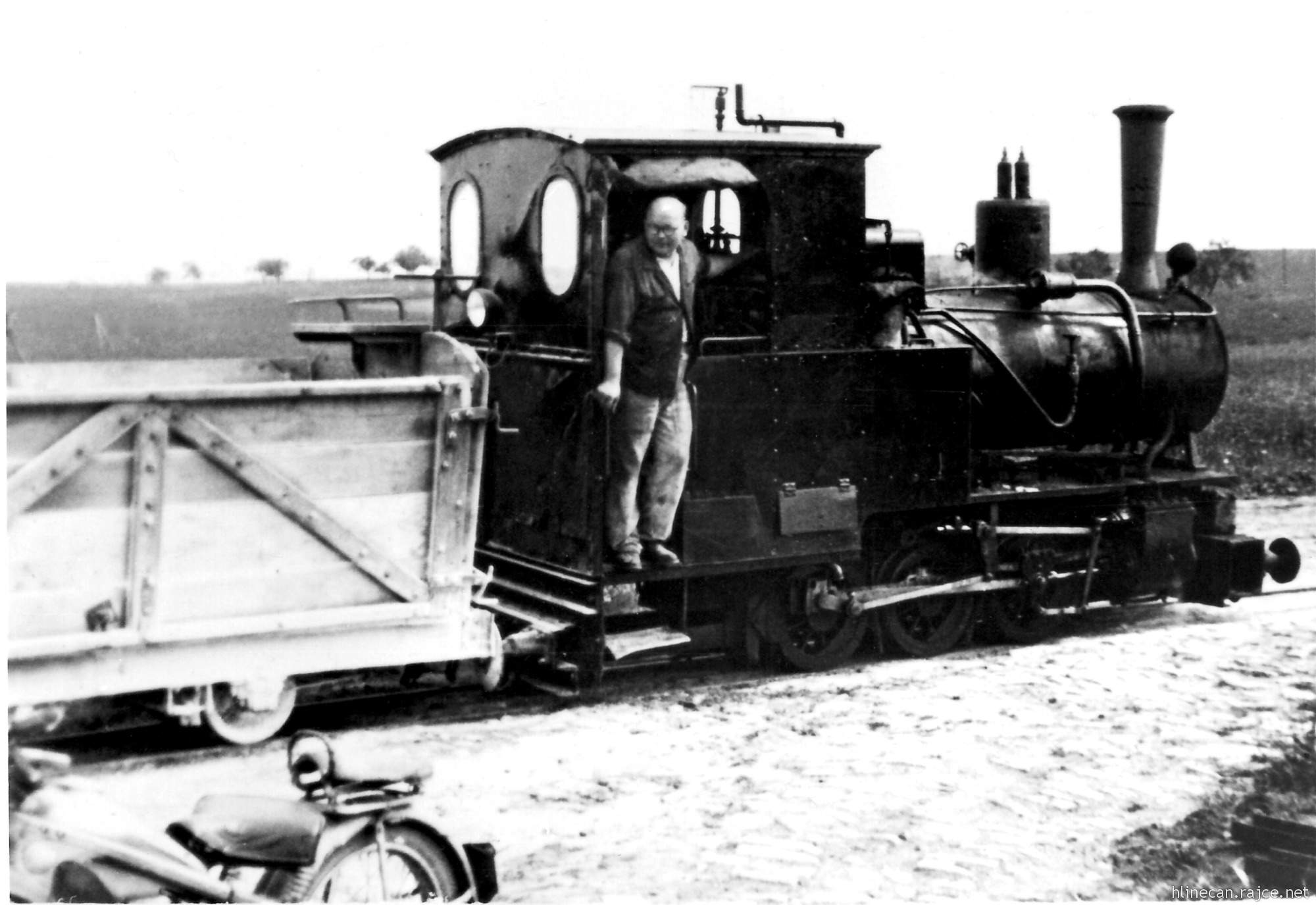
O&K-Dampflokomotive der Dymokury-Rübenbahn

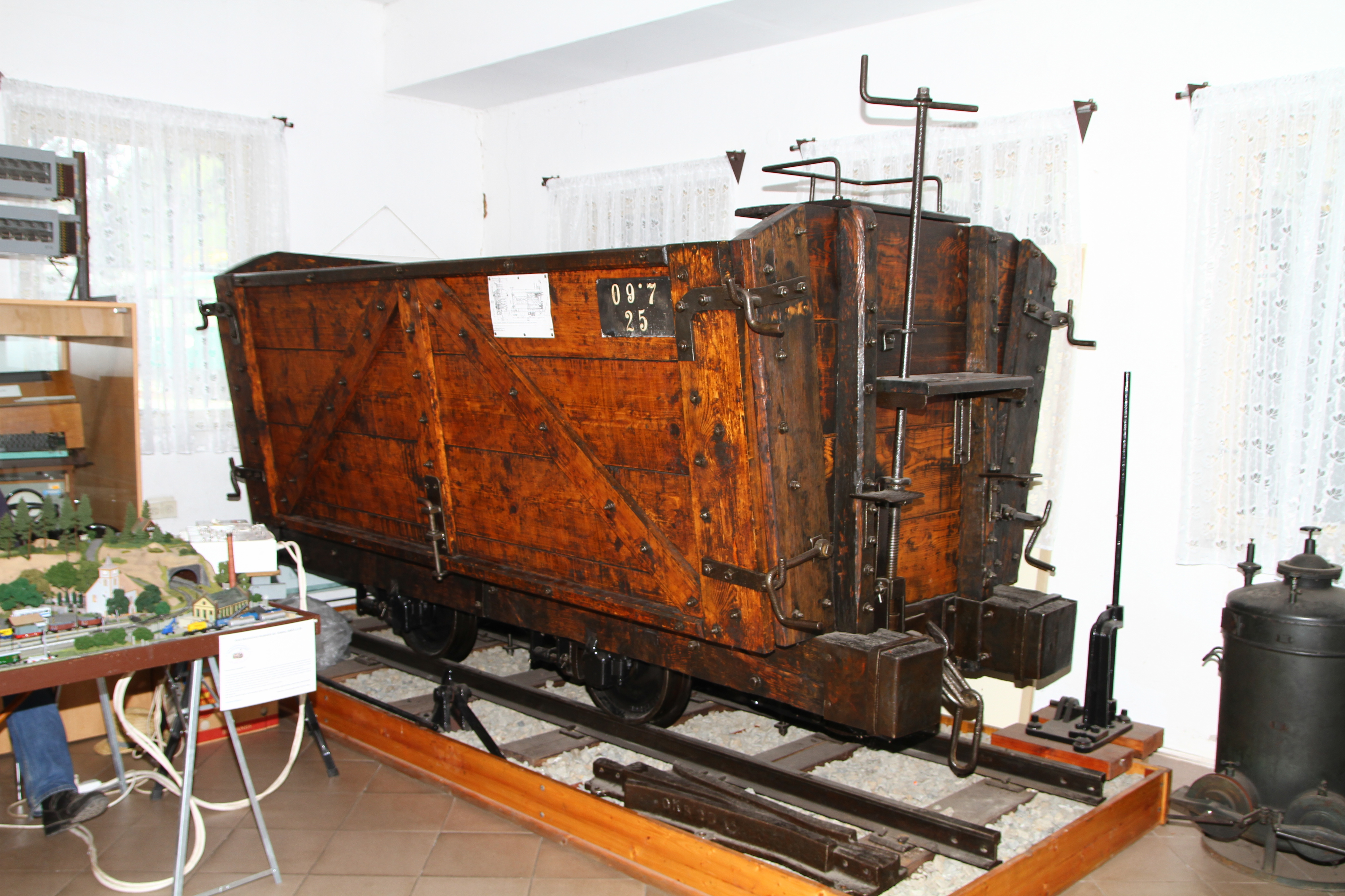
Hölzerner Rübenwagen im Eisenbahnmuseum Lužná u Rakovníka

Über eine schmalspurige Gebus-Diesellokomotive ist wenig überliefert, ebenso für die Normalspurlokomotive Gebuska von Ferrovia, die auf den normalspurigen Abstellgleisen in der Zuckerraffinerie eingesetzt wurde.
Zum Wagenpark der Dymokury-Bahn gehörten auch Kesselwagen mit 3 m³ Volumen. Damit transportierte man Wasser für die Dampflokomotiven, das entweder direkt von den Lokomotiven abgepumpt oder zur Speisung entsprechender Bahnhofsanlagen genutzt wurde. Zum Bestand der Dymokury-Bahn gehörte auch ein Salonwagen unbekannter Herkunft mit vier Fenstern an jeder Seite. Weitere Personenwagen bzw. mit Sitzbänken ausgerüstete Güterwagen dienten Revisionsfahrten und einem beschränkten Werkverkehr.
Die Federpuffer an den Lokomotiven und einigen Wagen waren paarweise angeordnet. An den Rübenwagen gab es anstelle von Puffern nur verlängerte hölzerne Längsträger.

## Betrieb
Für den reibungslosen Rübentransport wurde für jede Kampagne ein neuer Fahrplan erstellt, da das Verkehrsaufkommen der einzelnen Ladestellen durch den regelmäßigen Wechsel der Aussaatflächen schwankte. Außer den Saisontransporten in und nach der Erntezeit wurden auch Kalkschlamm, Düngemittel, Getreide, Sand, Schotter und Holz für verschiedene Anlieger befördert. Während des Hauptsaison begann der Betrieb auf der Dymokury-Eisenbahn um 3 Uhr morgens. Für einzelne Lokomotiven und Zugbesatzungen endete er erst abends zwischen 18 und 21 Uhr.
Das Bahnhofspersonal informierte den Betriebsleiter täglich über das voraussichtliche Verkehrsaufkommen des nächsten Tages. Daraufhin wurde die Anzahl der einzusetzenden Wagen und Züge festgelegt. Auf den Strecken ohne Fernsprecheinrichtungen notierten die Lokführer Meldungen des Verladepersonals und anderer Mitarbeiter. Sie waren auch für den sicheren Zugbetrieb verantwortlich. Das Zugpersonal auf einem 60-achsigen Zug bestand meist aus zwei oder drei Bremsern, die dem Lokomotivführer unterstellt waren.
Der Lokschuppen zum nächtlichen Anheizen der Dampflokomotiven lag im Wald oberhalb von Dymokury in Richtung Záhornice. Im Laufe der Zeit wurde der Name Hajc (Heizwerk) dafür gebräuchlich. Es gab dort außer dem Heizwerk auch Lagerhäuser und ein Haus für das Zugpersonal.

## Zuckerfabrik

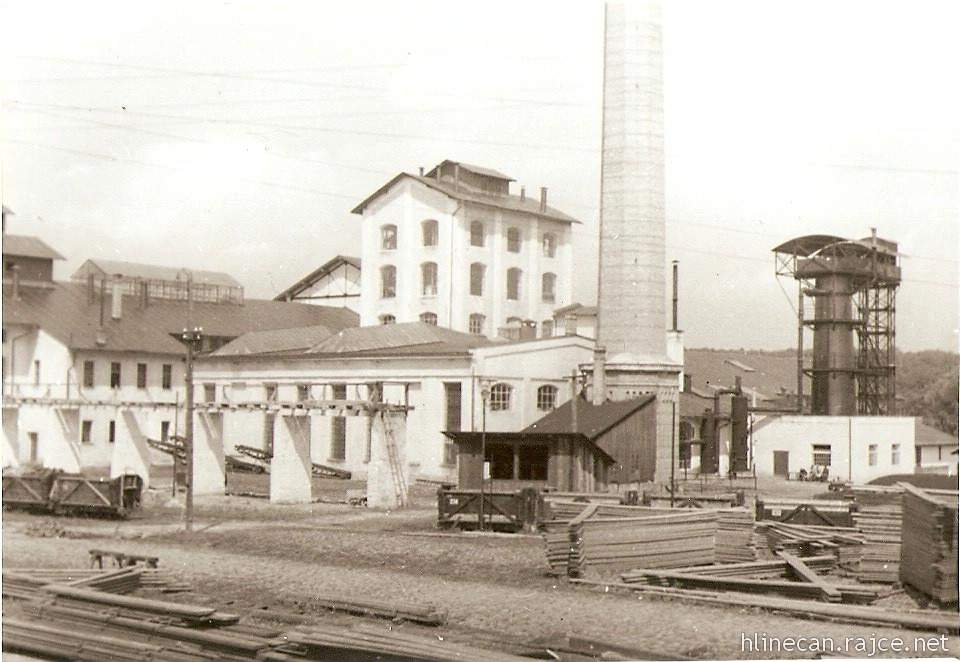
Zuckerfabrik der Gräfin Růženy von Czernin in Dymokury

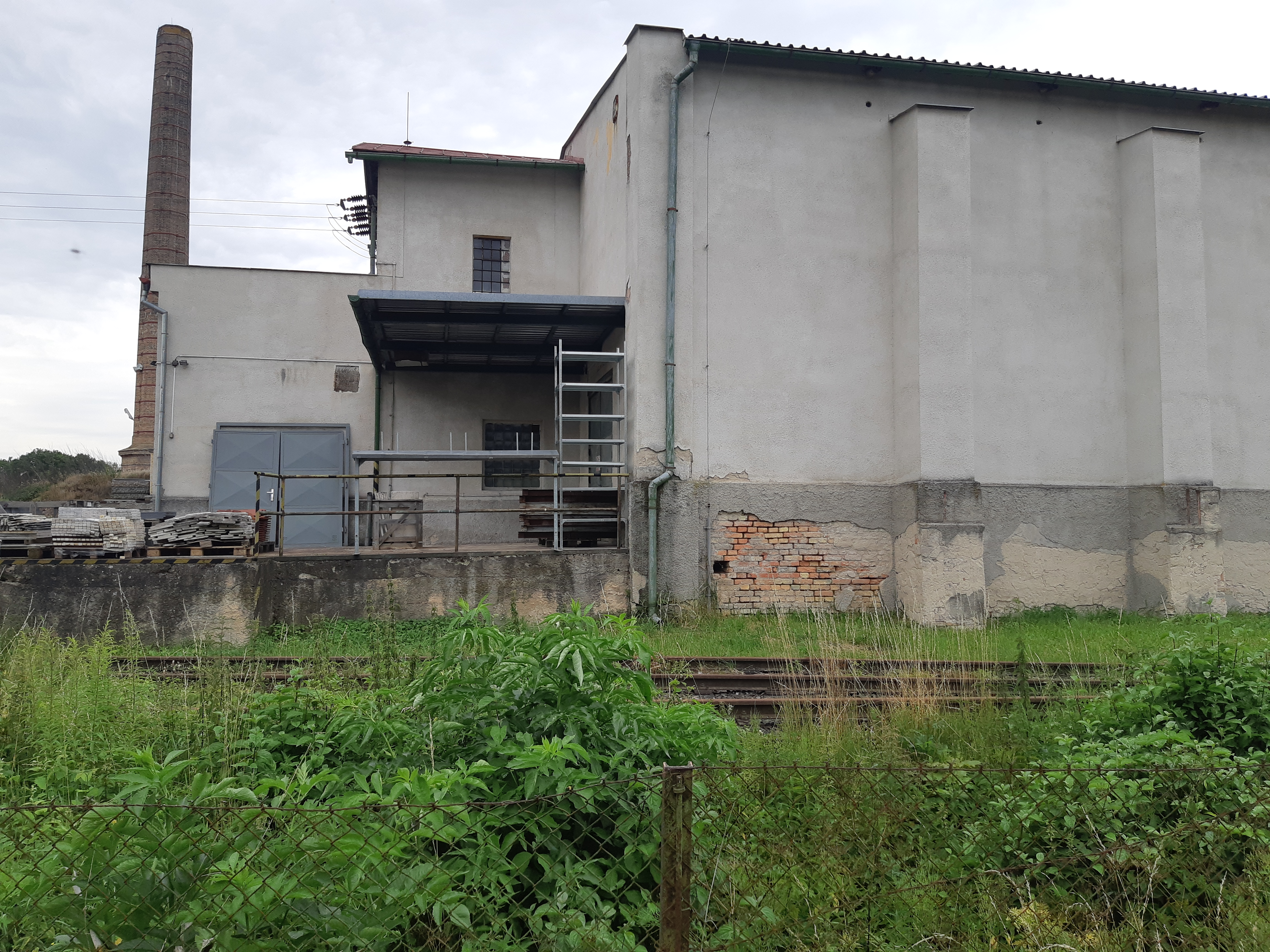
Achteckiger Schornstein der ehemaligen Zuckerfabrik, 2022

Die Zuckerfabrik wurde 1871 nordöstlich des Dorfes als landwirtschaftliche Aktiengesellschaft Spolkový cukrovar v Dymokurech gegründet, ging aber im folgenden Jahr unter dem Namen Růženy hraběnky z Černínů cukrovar v Dymokurech (Zuckerfabrik der Gräfin Růženy von Czernin in Dymokury) in den Besitz der Grafen von Czernin über.
Sie befand sich bis 1945 im Besitz der von Czernins, bis sie unter die Verwaltung der staatlichen Wälder und Ländereien kam. Nach der Verstaatlichung gehörte sie zuerst zu den Staatsbetrieben und später zu einem Konzern und einem staatlichen Unternehmen. Im Jahr 1992 wurde sie der Familie Czernin als Restitution zurückgegeben. Seit 1993 ist sie nicht mehr in Betrieb.
1905, 1924 und 1952 wurde die Fabrik modernisiert. Sie verarbeitete 40.000 bis 70.000 Tonnen Rüben pro Kampagne und produzierte etwa 7.000 Liter Rohzucker. Die technische Ausrüstung wurde schrittweise verbessert.
Das Kesselhaus verfügte zuletzt über insgesamt 7 Braunkohlekessel und 1 Generator mit 368 kW. Der Rohsaft wurde in drei Stufen durch Zugabe von Kalk verarbeitet (0,25 %, 0,70 % und 0,70 % CaO auf Rüben), wobei die dritte Dosis zwischen der 1a- und 1b-Karbonatisierung erfolgte, bei der der Saft auf 0,020 % bzw. 0,080 % CaO gesättigt wurde. Vorgeklärt wurde in einem kontinuierlichen Fünf-Kammer-Gegenstromturm nach dem System Vašátko, Kohn & Tibensky. Die Verweilzeit betrug 12 Minuten, und der Mischer rotierte mit 16 Umdrehungen pro Minute. Die Hauptentkalkung geschah ebenfalls in einem Turm, wobei die Verweilzeit 10 Minuten betrug, während der zweite Karbonatisierungsprozess Standard war. Eine Saftentkalkung mit Kationenaustauscherharz war um 1966 geplant.
Die Fassaden der Fabrik waren durch Lisenenrahmen und Industriefenster gegliedert, die Giebel und Dachgauben waren in Fachwerkbauweise ausgeführt. Für lange Zeit blieben die Gebäude unterschiedlichen Alters zum Teil stark beschädigt erhalten: eklektische Wohnhäuser, Verwaltungsgebäude und nicht zuletzt interessante „spätfunktionalistische“ Garagen aus dem Jahr 1948. Das gesamte Gebiet war verlassen und heruntergekommen, und die Gebäude mit Ausnahme des achteckigen Schornsteins wurden abgerissen. Der Schornstein erinnert an die Industriegeschichte.